# Сант'Ана (Вибо Валенција)
Сант'Ана је насеље у Италији у округу Вибо Валенција, региону Калабрија.
Према процени из 2011. у насељу је живело 34 становника. Насеље се налази на надморској висини од 299 м.